# Systropus
Systropus är ett släkte av tvåvingar. Systropus ingår i familjen svävflugor.

## Dottertaxa tillSystropus, i alfabetisk ordning[1]
- Systropus acuminatus
- Systropus acutus
- Systropus ammophiloides
- Systropus ancistrus
- Systropus angulatus
- Systropus annulatus
- Systropus aokii
- Systropus apiciflavus
- Systropus arizonicus
- Systropus atratus
- Systropus aurantispinus
- Systropus barbiellinii
- Systropus barnardi
- Systropus basilaris
- Systropus bicoloripennis
- Systropus bicornis
- Systropus bicuspis
- Systropus bifurcus
- Systropus blumei
- Systropus brasiliensis
- Systropus buettneri
- Systropus cantonensis
- Systropus celebensis
- Systropus cerdo
- Systropus cerido
- Systropus cheiron
- Systropus chinensis
- Systropus columbianus
- Systropus concavus
- Systropus coniocera
- Systropus conopoides
- Systropus crudelis
- Systropus cruentatus
- Systropus currani
- Systropus daiyunshanus
- Systropus daveyi
- Systropus dimidiatus
- Systropus diremptus
- Systropus divulsus
- Systropus doddi
- Systropus dolorosus
- Systropus edwardi
- Systropus edwardsi
- Systropus eumenoides
- Systropus excisus
- Systropus exsuccus
- Systropus fadillus
- Systropus faenoides
- Systropus femoratus
- Systropus flavalatus
- Systropus flavicornis
- Systropus flavicoxa
- Systropus flavipectus
- Systropus flavipleurus
- Systropus flavoornatus
- Systropus formosanus
- Systropus fudingensis
- Systropus fujianensis
- Systropus fumipennis
- Systropus fumosus
- Systropus furcatus
- Systropus geijskei
- Systropus geijskesi
- Systropus gracilis
- Systropus guitanshanus
- Systropus guiyangensis
- Systropus guizhowensis
- Systropus gutianshanus
- Systropus henanus
- Systropus hesseanus
- Systropus hessei
- Systropus hirtulus
- Systropus holaspis
- Systropus hoppo
- Systropus ichneumoniformis
- Systropus indagatus
- Systropus interlitus
- Systropus jactator
- Systropus jianyanganus
- Systropus joni
- Systropus lanei
- Systropus laqueatus
- Systropus leptogaster
- Systropus leucoproctus
- Systropus limacodidarum
- Systropus limbatus
- Systropus liuae
- Systropus lugubris
- Systropus luridus
- Systropus maccus
- Systropus macer
- Systropus macilentus
- Systropus mars
- Systropus marshalli
- Systropus melli
- Systropus microsystropus
- Systropus montivagus
- Systropus mucronatus
- Systropus munroi
- Systropus namaquensis
- Systropus nandinus
- Systropus nigricaudus
- Systropus nigripes
- Systropus nigritarsis
- Systropus nitidus
- Systropus nitobei
- Systropus numeratus
- Systropus oldroydi
- Systropus ophioneus
- Systropus paloides
- Systropus pelopoeus
- Systropus perniger
- Systropus polistoides
- Systropus pulcher
- Systropus quadrinotatus
- Systropus quadripunctatus
- Systropus repertus
- Systropus rex
- Systropus roepkei
- Systropus rogersi
- Systropus rufidulus
- Systropus rufifemur
- Systropus rufiventris
- Systropus rugosus
- Systropus sallei
- Systropus sanguineus
- Systropus saphus
- Systropus sauteri
- Systropus semialbus
- Systropus sericeus
- Systropus serratus
- Systropus sheppardi
- Systropus sikkimensis
- Systropus silvestrii
- Systropus similis
- Systropus snowi
- Systropus sphegoides
- Systropus studyi
- Systropus submixtus
- Systropus suzukii
- Systropus syscius
- Systropus tessellatus
- Systropus tessmanni
- Systropus tetradactylus
- Systropus thyriptilotus
- Systropus tipuloides
- Systropus tribolus
- Systropus tricuspidatus
- Systropus tricuspis
- Systropus trigonalis
- Systropus tripunctatus
- Systropus trispinosus
- Systropus udei
- Systropus valdezi
- Systropus varipes
- Systropus vicinus
- Systropus willistoni
- Systropus violacescens
- Systropus violascens
- Systropus xanthinus
- Systropus xingshanus
- Systropus xylochus
- Systropus zulensis